# دارنيل ووكر
دارنيل ووكر (بالإنجليزية: Darnell Walker)‏ هو لاعب كرة قدم أمريكية أمريكي، ولد في 17 يناير 1970 في سانت لويس في الولايات المتحدة.

## وصلات خارجية
- دارنيل ووكر على موقع مرجع كرة القدم المحترفة.كوم (الإنجليزية)